# Дудник Федір Федотович
Дудник Федір Федотович (8 серпня 1910 — 24 вересня 1986) — штурман ланки 5-го гвардійського авіаційного полку 50-ї авіаційної дивізії 6-го авіаційного корпусу дальньої дії, гвардії капітан, Герой Радянського Союзу.

## Біографія
Народився 8 серпня 1910 року в селі Луциківка (нині — Сумського району Сумської області, Україна) в сім'ї селянина. Українець. Член ВКП (б)/КПРС із 1940 року. Закінчивши неповну середню школу, працював у домашньому господарстві. З 1927 року працював на машинобудівних заводах у містах Суми та в Краматорську Донецької області.
У Червоній Армії з 1933 року. Був направлений у Харківську школу червоних старшин. У 1937 році закінчив Київське артилерійське училище, в 1938 році — Харківську військово-авіаційну школу льотчиків-спостерігачів.
Із 1938 року служив у бомбардувальної авіації. Учасник радянсько-фінської війни 1939—1940 років.
Учасник Німецько-радянської війни з перших її днів. Захищав Київ і Москву, воював у небі Кавказу та Ленінграда. Завдавав бомбові удари по ворожим військам на Курській дузі.
Штурман ланки 5-го гвардійського авіаційного полку (50-а авіаційна дивізія, 6-й авіаційний корпус дальньої дії) гвардії капітан Федір Дудник до квітня 1943 року здійснив 289 бойових вильотів на бомбардування ворожих об'єктів у Новоросійську, Севастополі, Керчі тощо.
Указом Президії Верховної Ради СРСР від 18 вересня 1943 року за зразкове виконання бойових завдань командування на фронті боротьби з німецько-фашистськими загарбниками і виявлені при цьому мужність і героїзм, гвардії капітану Дудник Федору Федотовичу присвоєно звання Героя Радянського Союзу з врученням ордена Леніна і медалі «Золота зірка» (№ 1701).
Після війни закінчив Вищу офіцерську льотно-тактичну школу командирів авіації дальньої дії (АДД). Із 1949 року підполковник Ф. Ф. Дудник — у запасі. Жив у місті Суми (Україна). Обирався депутатом міської ради.

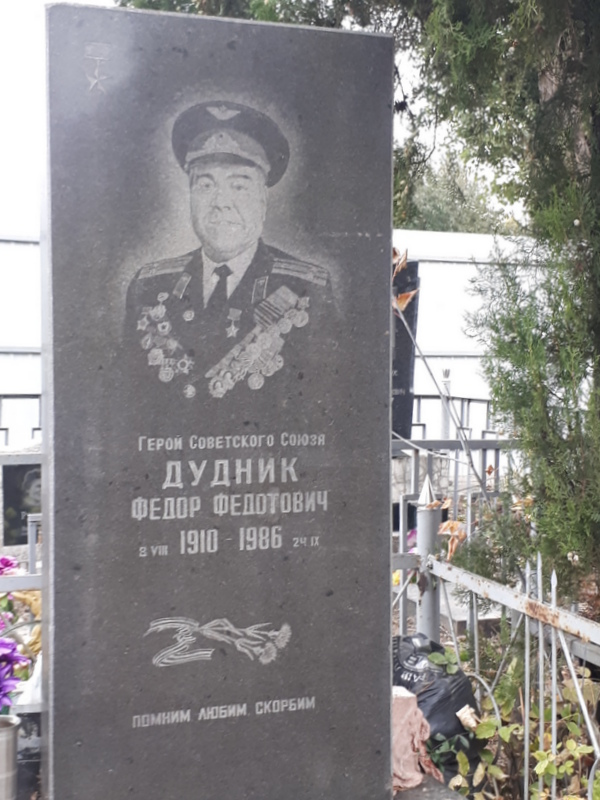
Надгробок Федора Дудника.

Помер 24 вересня 1986 року. Похований на Засумському кладовищі в Сумах.

## Нагороди
- орден Леніна
- орден Леніна
- орден Червоного Прапора
- орден Вітчизняної війни 1-го ступеня
- орден Вітчизняної війни 1-го ступеня
- орден Червоної Зірки
- медалі

## Пам'ять
- у селі Луциківка встановлено барельєф
- 2010 року в місті Суми на будинку 25 по вулиці Соборна, в якому жив Дудник, відкрито меморіальну дошку.[1] 2025 року її демонтували.[2]
- у місті Суми на початку вулиці імені Героїв Сталінграда створено алея Слави, де представлено портрети 39 Героїв Радянського Союзу, чия доля пов'язана з містом Суми та Сумським районом, серед яких і портрет Героя Радянського Союзу Ф. Ф. Дудника.
- ім'я викарбувано на пам'ятному знаку землякам-героям у місті Білопілля

## Внесок у перемогу
Льотчики авіації дальньої дії, у якій служив Федір Дудник, завдавали нищівних ударів по аеродромах, залізничних вузлах, резервах супротивника в глибокому тилу. Велика роль в успішному виконанні бойових завдань належала штурманам.
Гвардії капітан Дудник відмінно водив літаки у складних погодних умовах і за будь-якого часу доби. Із 26 червня 1941 року по 22 вересня 1942 він літав штурманом у складі екіпажу відомого льотчика авіації дальньої дії двічі Героя Радянського Союзу майора Тарана. За цей період екіпаж здійснив 159 бойових вильотів і скинув на ворожі об'єкти сотні тонн бомб, знищивши 19 танків, понад 30 автомашин, 12 літаків на аеродромах і 6 — в повітряних боях, кілька зенітних гармат та складів із боєприпасами.
Бойовий льотчик згадує: «Був жовтень 1941 року. Розвідка донесла, що біля одного населеного пункту в районі Синельникового зосередилася велика група ворожих танків та піхота. Для завдання бомбового удару командування полку виділило п'ять літаків. Ведучим був капітан П. А. Таран, штурманом — я. Зробивши коло над своїм аеродромом, бомбардувальники взяли курс на ціль. Низька хмарність і дрібний дощ ускладнювали орієнтування. Але всі ми точно вийшли на ціль. Наші літаки були зустрінуті сильним зенітним вогнем. Я вів бічну наводку і прицілювання. „Тільки б не промахнутися“, — було на думці.
Натиснув бойову кнопку. У гущу ворожих танків полетіли бомби. Після другого розвороту ми знову атакували ворога. Тепер по фашистах вдарив шквал кулеметних черг. Виконавши завдання, бомбардувальники повернулися без втрат на свій аеродром».
Йшов червень 1942 року. На світанку бомбардувальник, де штурманом був Ф. Ф. Дудник, вилетів на розвідку. Після фотографування ворожих об'єктів у районі Маріуполя літак взяв курс на свій аеродром. І в цей момент у повітрі з'явилося до десятка ворожих винищувачів. Наш літак опинився в критичному становищі. Врятувала майстерність командира, мужність усіх членів екіпажу. Ведучи безперервний вогонь, майстерно маневруючи по висоті і швидкості, льотчикам вдалося вирватися з кліщів і благополучно посадити пошкоджену машину на своїй базі. Командуванню були передані цінні фотознімки. Уночі наша авіація успішно завдала бомбових ударів по заводу, де німці ремонтували свої танки.
Із вересня 1942 року по квітень 1943 року радянські війська вели запеклі бої з ворогом на півдні країни. Фашистське командування сконцентрувало на аеродромах Криму і Тамані велику кількість літаків. На цій ділянці фронту довелося діяти й екіпажу машини, де штурманом був гвардії капітан Дудник.
12 березня 1943 під сильним зенітним вогнем противника Ф. Ф. Дудник вивів свій бомбардувальник точно на ціль — залізничний вузол у Керчі. Скинутими бомбами було викликано три великі пожежі, зруйноване залізничне полотно. Через кілька днів екіпаж бомбардувальника знищив на ворожому аеродромі два літаки.
У ніч із 7 на 8 серпня екіпаж бомбардувальника, у складі якого перебував Ф. Ф. Дудник, виконував відповідальну бойову задачу: необхідно було встановити зосередження літаків противника на одному з аеродромів. Коли літак перебував у безпосередній близькості від об'єкту, що розвідувався, його атакували винищувачі ворога. Однак льотчики продовжували йти на ціль. Бомби, скинуті нашим екіпажем, викликали пожежі: загорілися два літаки і цистерна з пальним. Було пошкоджено злітну смугу. Успішно виконавши завдання, бомбардувальник, переслідуваний винищувачами, з великими труднощами перелетів лінію фронту і приземлився в розташуванні наших військ. Усі члени екіпажу були поранені, а літак зазнав понад п'ятсот пробоїн.
18 серпня 1943 року війська Південного фронту перейшли в наступ. Почалося визволення Донбасу. У ці дні Ф. Ф. Дудник, як і інші льотчики, здійснював по 3-4 вильоти на день. Потужні бомбові удари завдавалися по ворожих укріпленнях на рубежі річки Міус. Відважний штурман брав участь у знищенні ешелонів супротивника і бомбардуваннях залізничного вузла Волноваха. 7 вересня дивізія, у якій воював Дудник, завдала масованого удару по залізничному вузлу Пологи. За два бойових вильоти вона знищила 8 ешелонів з військами, боєприпасами і пальним. Весь особовий склад, який брав участь у виконанні завдання, був нагороджений бойовими орденами.
Згадуючи бої за визволення Донбасу, колишній командир 50-ї Кримської Червонопрапорної авіаційної дивізії дальньої дії генерал-майор у відставці Ф. Меньшиков розповідав: «Хоча наші аеродроми часто блокувалися противником, бойова робота дивізії не припинялася ні на одну ніч. Бували такі напружені умови, коли льотчики відпочивали від бойової роботи по черзі, лише по кілька годин, не знімаючи з себе льотного обмундирування. Гул моторів на аеродромах не замовкав цілодобово. За період оборони і звільнення Донбасу дивізія здійснила 1642 бойових вильоти, скинула на ворога 1800 тисяч кілограмів бомб, знищивши 80 залізничних вузлів і станцій».
У роки війни Федір Федотович зробив 312 бойових вильотів, бомбив ворожі об'єкти в Новоросійську, у Севастополі, на Сапун-горі, у Керчі, Одесі, Пловдиві, Будапешті, Бухаресті, Варшаві, брав участь у штурмі Берліна і знищення ворожого угруповання під Прагою. Екіпаж бомбардувальника знищив 33 танки, понад 50 автомашин, близько 40 літаків на аеродромах і 7 — у повітряних боях, багато складів. 25 квітня 1945 року Ф. Ф. Дудник у складі 5-го гвардійського авіаційного бомбардувального полку брав участь у завданні бомбового удару по аеродрому Люббен, де розташовувалася ворожа авіація, що прикривала Берлін. У телеграмі командувача 1-м Білоруським фронтом Маршала Радянського Союзу Г. К. Жукова командиру авіаполку йшлося: «Оголошую подяку всьому льотному складу, який брав участь у виконанні бойового завдання. На аеродромі знищено 79 літаків та 355 осіб льотно-технічного складу супротивника».